# Salamandra salamandra morenica
Salamandra salamandra morenica is een salamander uit de familie echte salamanders (Salamandridae). Het is een ondersoort van de vuursalamander (Salamandra salamandra).
De salamander is endemisch in Spanje en komt voor rond de Sierra Morena, een gebergte van 400 km van het oosten tot het westen in Zuid-Spanje. De soortnaam morenica is van het gebergte afgeleid.